# Jonas Kamper
Jonas Kamper (Nørre Alslev, 3 mei 1983) is een Deense voetballer (vleugelspeler) die sinds 2010 voor de Deense eersteklasser Randers FC uitkomt. Voordien speelde hij in zijn thuisland voor Brøndby IF en in Duitsland voorArminia Bielefeld. Met Brøndby werd hij landskampioen in 2005 en won hij tweemaal de Beker van Denemarken (2003, 2005).
Kamper speelde in de periode 2002-2006 39 interlands voor de U-21 van Denemarken, daarin kon hij drie doelpunten scoren. In november 2006 maakte hij zijn debuut voor de Deense nationale ploeg tegen Tsjechië.
In de voorbereiding op het seizoen 2010/11 speelde hij enkele oefenwedstrijden mee met de Nederlandse club N.E.C. en scoorde hierbij eenmaal. Hij wist de staf van de Nijmeegse club echter niet te overtuigen en kreeg er dan ook geen contract aangeboden. Hierna tekende hij bij Randers.

## Interlandcarrière
Kamper nam met Denemarken U21 deel aan de EK-eindronde 2006 in Portugal, waar de ploeg van bondscoach Flemming Serritslev werd uitgeschakeld in de eerste ronde.

## Carrière
- Eskildstrup (jeugd)
- Lolland-Falster Alliancen (jeugd)
- Brøndby IF (jeugd)
- 2002-2006: Brøndby IF
- 2006-2010: Arminia Bielefeld
- 2010-heden: Randers FC

## Erelijst
Brøndby IF
- SAS Ligaen

2005